# La Légende des Nuées Écarlates
Les Nuées Écarlates est un univers d'heroic fantasy créé par l'auteur de bandes dessinées italien Saverio Tenuta. Le premier cycle éponyme est paru en 4 albums chez les Humanoïdes Associés entre 2006 et 2012. En mai 2014, Saverio Tenuta accompagné de Carita Lupattelli au dessin et Bruno Letizia au scénario débutent un nouveau cycle : Izunas.

## L'univers
L'univers des Nuées Écarlates se nourrit de références culturelles et historiques au Japon ancien. Grâce à un univers graphique unique Saverio Tenuta invite ses lecteurs au cœur d'un Japon médiéval peuplé de bêtes et divinités tirées de la mythologie nippone. Cette saga mythico-poétique transporte les lecteurs dans des lieux et des époques où règnent encore les esprits de la nature et les kamis vengeurs.

## Le premier cycle: La légende des Nuées Écarlates
Au Japon, dans la lointaine époque où les guerriers samouraïs suivaient la voie de l'épée, Raïdo, le Ronin amnésique erre sans but. Dans son voyage en quête d'un passé qui le fuit, il parvient à la ville qui parle au ciel, ultime rempart contre la glace qui avance inexorablement. Dans ces terres oubliées, peuplées de loups assoiffés de sang et d'hostiles divinités Raïdo va se porter au secours de la jeune Meïki. De leur rencontre naitra une énergie nouvelle qui permettra à Raïdo d'affronter son passé et recouvrer la mémoire.

### Les personnages
- Raïdo : guerrier samouraï errant à la recherche de son passé. Sa rencontre avec Meïki va apaiser son âme tourmentée et lui permettre de faire taire les voix du passé qui le hante.
- Meïki : est une gracieuse marionnettiste et conteuse de charme, pourchassée par les gardes du Shogunaï elle est sauvée par Raïdo.
- Fudo : Commandant en chef de la garde du Shogunaï, il est également l'ennemi juré de Raïdo. Il fait tous son possible pour faire disparaître ce témoin gênant de son sombre passé.
- Riyn: Fille du shôgun Toteku Fujiwara. Elle est protégée par ce dernier depuis son plus jeune âge à cause de sa difformité. Malgré son apparente faiblesse, Riyn est promise a un grand dessein.

### Albums
- Tome 1 : La ville qui parle au ciel, Les Humanoïdes Associés, octobre 2006

Scénario - dessin - couleur : Saverio Tenuta 
- Tome 2 : Comme feuille au vent, Les Humanoïdes Associés, octobre 2008

Scénario - dessin - couleur : Saverio Tenuta
- Tome 3 : Le trait parfait, Les Humanoïdes Associés, novembre 2009

Scénario - dessin - couleur : Saverio Tenuta
- Tome 4 : La fleur cachée de l'abomination, Les Humanoïdes Associés, janvier 2011

Scénario - dessin - couleur : Saverio Tenuta

## Le deuxième cycle: Izunas
Depuis la nuit des temps, les Loups Izunas habitent le monde des esprits. Protecteurs de l’Arbre Sacré, ils s’opposent férocement aux démons Noggos. Aki, jeune humaine, a vu le jour et grandi au sein de la meute des Loups Izunas. À l'aube de l'âge adulte, son destin bascule : trompée par les démons Noggos, elle provoque la destruction de l'arbre sacré. Accusée de trahison par la meute, elle parvient à s'enfuir, aidée par le loup Kenta avec qui elle a été élevée. Ils se retrouvent alors livrés à eux-mêmes. Rongés par la culpabilité, ils n'ont qu'une seule échappatoire : se rendre chez la sorcière Kitsune Hime. De leur rencontre dépendra le sort du monde tel qu’ils l’ont connu. Au risque de leurs vies la jeune fille et Kenta, vont devoir s’aventurer dans le monde des humains.

### Les personnages
- Aki : héroïne de l'histoire, Izunas à l'apparence humaine elle est apparue mystérieusement au sein de la meute. Considérée comme un danger par une partie de la meute, elle est accusée de trahison et n'a d'autre choix que de s'enfuir.
- Kenta : né juste avant Aki, il partage avec elle une grande complicité. Ne pouvant se résoudre à la voir accusée par la meute il se sauve avec elle et se lance dans une aventure qui va repousser les limites de son entendement.
- Mamoru et Niô : ils sont les leaders des deux castes Izunas. Mamoru est le chef des guerriers Senshis et Niô des accoucheuses Onbas.
- Kitsune Hime : c'est la gardienne du Kamigakushi, le voile qui sépare le monde des humains du monde des esprits. Elle maitrise l'art de la métamorphose et montrera à Aki ce que les apparences sont souvent trompeuses.
- Kenshin : est un jeune Samouraï ayant l'étrange pouvoir de voir à travers le Kamigakushi. Fils du puissant Kuroga Sama, sa rencontre avec Aki va bouleverser son destin.

### Albums
- Tome 1 : Kamigakushi, Les Humanoïdes Associés, mai 2014
- Tome 2 : Yamibushi, Les Humanoïdes Associés, avril 2015
- Tome 3 : Namaenashi, Les Humanoïdes Associés, novembre 2016
- Tome 4 : Wunjo, Les Humanoïdes Associés, mars 2018

Scénario : Saverio Tenuta - Dessin - Couleur : Carita Lupattelli 

## Le troisième cycle: Le Masque de Fudo[1]
Au Japon, l'ère des kamis (dieux) pâlit depuis que le Bakufu est au pouvoir. Son shôgun, Toteku Fujiwara, prépare ses noces avec la jeune et sublime Akemi Toriyama. Mais ce glorieux évènement est menacé par un homme dont la rumeur dit qu'il serait un "shinobi sans scrupule prêt à poignarder le shôgun dans le dos". Ainsi ce troisième volet est consacré à l'histoire de Shinnosuke qui, depuis la découverte du masque de Fudo antique et puissant, semble destiné à accomplir un dessein qui dépasse ses propres ambitions de pauvre hinin. Depuis que sa sœur Mikiko à la quelle il tient plus que tout au monde s'est faite enlever, Shinnosuke n'aura de cesse de la chercher soutenu par ses trois fidèles compagnons. Mais le chemin qu'il devra parcourir  entraînera le jeune homme sur un pente de plus en plus sombre, à tel point qu'il ne saura plus qui de Shinnosuke ou du masque de Fudo, guide ses pas.

### Personnages

#### Shinnosuke

##### Enfant
Il est originaire du petit village de Ōse qui habitait autre fois les Hirukote, les adorateurs du dieu sangsue Hiruko. Depuis des siècles les Hirukote ont été dépossédés de leur terres et réduits au rang de hinins, soit le groupe social le plus bas à cette époque au Japon. Shinnosuke et sa sœur sont les descendants de ce peuple Hirukote car leur mère Nobu est la dernière fervente prêtresse du culte d'Hiruko alors que tous les autres villageois ont renié ce dieu.
Lors de l'exploration du village détruit de Fudokawa, le jeune Shinnosuke découvre un étrange masque au sol. En le portant lors d'un affrontement contre un jeune noble qui agressait sa sœur Mikiko, il se rend compte que cet objet antique lui confère une puissance et un courage formidable qui lui permettrait d'accomplir son plus grand rêve: entrer dans un dojo pour devenir un samouraï imbattable et protéger sa sœur.
Au village, son ami Kondo l'informe que le nouveau shôgun Toteku Fujiwara a envoyé un médecin qui s'intéresserait aux pratiques magiques du mikkyō, utilisées autrefois par le clan Hirukote, dont maintenant seule Nobu en a le savoir. Mais cette dernière est très malade et se comporte comme un tyran avec ses enfants Mikiko et Shinnosuke. Dans l'espoir d'apaiser sa mère et d'obtenir la recommandation pour un dojo de samouraï, Shinnosuke conclut un accord avec le noble médecin du shôgun, Kaizen Morebito: l'enseignement du mikkyō  contre la guérison de Nobu grâce aux moyens curatifs que possède ce noble médecin. Ce dernier accepte la proposition.
Lors de sa visite chez Nobu, Kaizen Morebito est accompagné de son fils Mokai qui n'est autre que le jeune noble vaincu et défiguré par Shinnosuke lors de sa première utilisation du masque de Fudo. Mokai reconnaît Mikiko dont il est tombé amoureux depuis qu'il a tenté de l'abuser mais ne reconnaît pas immédiatement Shinnosuke (qui était masqué lors de leur altercation) jusqu'à ce que Kondo débarque pour rapporter le fameux masque que Shinnosuke lui avait confié pour des réparations. Mokai fait le lien entre l'enfant, le masque et son agresseur et explose de colère. Le garçon réussit à s'enfuir avec Kondo et le masque. Mais l'offense qu'a commise Shinnosuke en défigurant Mokai a un prix: Kaizen Morebito n'acceptera de soigner Nobu qu'à une seule condition: Mikiko appartiendra désormais à son fils Mokai.
Lorsque Shinnosuke est informé de ce qu'a laissé passer sa mère, il se rend à la résidence des nobles du shôgun pour délivrer Mikiko des griffes de Mokai. Ce dernier était au fait de son intrusion mais il est tout de même vaincu par le garçon. Or cette fois-ci, il n'y survit pas. En revanche, Mokai a gagné sur un point: Shinnosuke n'a pas délivré sa sœur. C'est ainsi que commence la longue quête de Shinnosuke et ses trois compagnons Kondo, Eiji et Guon.

##### Jeune adulte
Les années passent et le petit groupe poursuit ses recherches en arrêtant des marchands d'esclaves dans la région. Mais leur démarche ne révèle aucune piste jusqu'à ce que Shinnosuke rencontre Kaïda dans le quartier rouge de Gojōme. La jeune femme est maligne et mystérieuse: elle semble connaître Shinnosuke. Pour le convaincre de la suivre, elle lui montre le symbole gravé sur le netsuke de Mikiko et ajoute qu'il s'agit d'une histoire de « gros thon ». Shinnosuke obtient le l'indice qu'il attendait et décide de suivre Kaïda au Dojo Dōkutsu, un clan guerrier au service secret du Bakufu, afin de rencontrer le Maître Hōgen.
Lorsque Shinnosuke se trouve face à Hōgen, ce dernier affirme que la personne qui a réalisé le dessin du netsuke se trouve emprisonnée derrière une grande porte rouge. Mais pour y accéder, Shinnosuke devra se montrer digne du masque qui semble convoité par Hōgen. Shinnosuke apprend alors que le masque a été façonné par Fudo Myō, le dieu du feu immobile, et porté par de nombreux hommes qui succombaient systématiquement à la puissance de l'artefact. Au fil du temps, sa croyance s'est effacée et le masque est devenu une relique du passé vénérée, mais qui n'attendait qu'à être éveillé. Privé de son masque, Shinnosuke entame alors un entraînement dur avec ses compagnons, si violent que son âme commence à s'assombrir.
Les jours passèrent et Shinnosuke parvint à se montrer digne du masque de Fudo en éliminant des dizaines de ninja du Dojo Dōkutsu sous le regard concerné du Maître. Mais sa formation n'est pas terminée car il doit passer l'ultime épreuve du ame no hako pour convaincre définitivement Hōgen de son mérite. Le rituel de la pluie fait émerger des profondeurs d'un puit une boîte contenant des objets liés au passé de celui qui l'ouvre. Ensuite, il faut rompre « dans le sang » avec son passé pour être purifié. Hōgen est persuadé que l'ame no hako demandera à Shinnosuke de rompre avec ses amis en les tuant. Ceci fait, il pourra ouvrir la porte rouge mais il souffrira tellement de sa découverte qu'il passera définitivement du côté obscur en laissant place au pouvoir du masque qui appartiendra désormais à Hōgen. Mais l'ame no hako fut plus cruel encore en demandant à Shinnosuke de tuer Mikiko. Ne pouvant s'y résoudre Shinnosuke décide d'écouter Kaïda, dont il s'est épris, et de porter le masque de Fudo qui se trouvait aussi dans la boîte. Il en est digne et Hōgen ne pourra rien y faire.
Ainsi, Shinnosuke tue Hōgen et la puissance du masque de Fudo Myō s'éveille. Lorsque Shinnosuke ouvre la porte rouge, ce n'est pas Mikiko mais Nobu, sa mère, qu'il vient de libérer. Complètement déboussolé le jeune homme comprend que ses espoirs s'effondrent à nouveau, qu'il s'est fait manipuler par Hōgen mais sa quête continue malgré tout. Plusieurs éléments émergent: Shinnosuke est reconnu par la prêtresse du mikkyō comme étant « le protecteur du feu immobile » selon une prophétie dont il entendra dorénavant toujours parler. De plus, il devient le maître du Dojo Dokustu sous le nom de « Maître Fudo » et doit assumer les responsabilités d'un clan qui agit dans l'ombre au service du Bakufu.

##### Adulte
Le Maître Fudo et ses compagnons Tenaga, Akajita, Kurobozu et Kaïda (anciennement Guon, Eiji et Kondo) accomplissent des missions pour le Bakufu dans le but de déjouer les actions des shinobis au service de l'empereur. Un jour les villages hinins sont touchés par une violente épidémie issue de l'eau: le Mal Pourpre. Shinnosuke sait pertinemment que ce sont les shinobis qui ont empoisonné l'eau de la population afin d'affaiblir le règne du Bakufu. Lui et son groupe se rendent au village infecté de Sunago où un vieillard leur indique la source des eaux: le Mont Goku. Ils s'y rendent et découvrent que les shinobis ont capturé des kamis Izunas et utilisé leur venin pour empoisonner les eaux de la population et ainsi répandre le Mal Pourpre. Le petit groupe tombe dans une embuscade tendue par les shinobis qu'il parviennent à déjouer rapidement. L'un des assaillants nommé Gumo portait autour de son cou un étrange artefact auquel Shinnosuke se sent étrangement connecté: l'œil de Hiruko. Il s'en empare pour le donner à Nobu qui lui a commandé cet objet. En effet, le Maître du Dojo est au service de sa mère non pas par plaisir, mais plutôt parce qu'elle est la seule à savoir où se trouve Mikiko.
Mais une fois de plus Mikiko attendra car son frère est appelé à une nouvelle mission par le shôgun, Toteku Fujiwara. Ce dernier lui demande de trouver un remède au Mal Pourpre que seule la prêtresse mikkyō saura confectionner car sa belle promise Akemi Toriyama est atteinte de la maladie. Mais le prix d'un tel remède est lourd: Shinnosuke doit décapiter l'entièreté du village de Sunago et ramener les têtes des villageois infectés à la prêtresse Nobu. Il refuse de commettre un acte aussi cruel et veut convaincre le shôgun de trouver une autre solution. Mais par une nouvelle manipulation, Nobu lui souffle que Mikiko est elle aussi atteinte du Mal Pourpre, elle l'a vu dans l'œil. Et Shinnosuke ferait tout pour protéger sa petite sœur.
Depuis l'annonce que sa sœur est malade, Shinnosuke est tourmenté par d'horribles cauchemars dont un où Mikiko, le visage dévasté par le Mal Pourpre, lui suggère de se tourner vers l'œil d'Hiruko. Trop inquiet pour sa sœur et se méfiant des dires de sa mère Nobu, Shinnosuke se rend dans l'antre de la prêtresse endormie et plonge ses yeux dans celui d'Hiruko. Il découvre alors que sa sœur n'est pas malade et qu'elle se trouve prisonnière à la résidence de la famille Toriyama. Fou de rage d'avoir exterminé le village de Sunago pour rien et d'avoir été trahi par Nobu, Shinnosuke fonce sans plus attendre chez les Toriyama, retrouver Mikiko avec le soutien de ses trois fidèles compagnons Tenaga, Akajita, Kurobozu. Le groupe de combattants met le lieu à feu et à sang: le clan Toriyama doit périr pour qu'aucune trace de Mikiko ne soit laissée et qu'elle puisse être totalement libre. Shinnosuke tue Arinori Toriyama, le père d'Akemi, après que celui-ci lui ait indiqué où se trouvait sa sœur.
Mais lorsque Shinnosuke arrive dans les appartements d'Akemi, il fait face au corps calciné de sa petite sœur identifiable uniquement grâce au netsuke qu'elle n'a jamais cessé de porter derrière son oreille. Le cœur de Shinnosuke disparait tant sa souffrance est immense et seules les flammes de Fudo subsistent. Enragé et vengeur, Fudo cherche les survivants. Il tombe nez à nez avec Kaïda qui s'enfuit, emportant Akemi Toriyama évanouie dans ses bras pour la ramener au shôgun et ainsi compléter sa mission. Kaïda devait apporter le remède au Mal Pourpre à la princesse Akemi le jour même, c'est pour cela qu'elle se trouve sur les lieux. Lorsque le Maître Fudo s'élance pour tuer la princesse, Kaïda s'interpose et le frappe violemment, brisant le masque de Fudo sur son visage. Mais Shinnosuke est mort donc même sans son masque il ne fait plus qu'un avec l'objet et son puissant pouvoir. Le plafond enflammé s'effondre sur Fudo ce qui laisse le temps à Kaïda et à la princesse de fuir son courroux. Maintenant, une seule chose obsède anime cet homme: la vengeance. Il compte se rendre au palais du shôgun pour tuer sa nouvelle épouse sous ses yeux avant de s'occuper du shôgun lui même. Mais avant il compte s'occuper de la principale coupable: Nobu, sa vile mère.

##### Nobu Fudo
De retour au Dojo Dōkutsu avec ses hommes, Fudo découvre que son armée de ninjas est sous le contrôle de Nobu grâce à la magie du mikkyō. Tenaga, Akajita, Kurobozu les retiennent pendant que leur chef se fraye un chemin vers l'antre de la prêtresse Hirukote. Persuadée d'être la libératrice du dieu Hiruko protégée par la flamme immobile comme le dit la prophétie, Nobu réveille son maître vénéré Hiruko. Pour ce faire, elle révèle à son fils que le masque de Fudo lui a été confié pour accomplir des desseins très anciens qui dépassent ceux Shinnosuke: le masque doit revenir auprès d'Hiruko car sans lui, le kami ne pourra pas renaître. Alors elle neutralise Fudo avec sa magie mikkyō, renforcée par l'œil d'Hiruko. La chair de Fudo est maintenant un réceptacle pour Hiruko qui s'éveille. Mais ce dernier est très contrarié. Certes, il reconnait le protecteur de sa libératrice qui doit porter le masque de Fudo, en revanche il devine que l'heure de son éveil n'est pas encore venue car la libératrice n'est pas celle qu'Hiruko attendait. De plus Nobu est une Hirukote, mais la plupart ayant abandonné le culte d'Hiruko, ce dernier compte bien se venger d'eux en tuant leur dernière prêtresse. Hiruko se rendort et laisse aux soins de Shinnosuke l'accomplissement de leur vengeance. Nobu meurt, dévorée par son fils: c'est la loi de la chair.
Dehors, la bataille prend fin pour Tenaga, Akajita, Kurobozu car la magie de la prêtresse s'est évanouie. Ils sont accompagnés de Kaïda qui est arrivée en renfort avec l'armée du shôgun. Kaïda se précipite rejoindre celui qu'elle espère encore être Shinnosuke mais ne rencontre qu'un homme nouveau, cannibale nommé Nobu Fudo. La terreur ancienne est vaincue (Hiruko) et Shinnosuke n'appartiendra jamais plus à sa mère. Sa sœur est morte, il n'a plus qu'à se rendre aux noces du shôgun. Mais Kaîda, qu'il considère maintenant comme une traitresse, vient lui apporter des informations: elle a soufflé à Toteku Fujiwara que Kaizen Morebito aurait empoisonné la princesse Akemi en lui donnant de l'eau impure et laissé les shinobis de l'empereur massacrer le clan Toriyama car il serait lui aussi un complice de l'empereur. Le shôgun a cru son mensonge et commande maintenant à Fudo du dojo Dōkutsu d'assassiner le vieux médecin. Kaïda, même si elle semble protéger le shôgun et sa future épouse, affirme toujours être du côté de son Maître en lui offrant sur un plateau d'argent sa vengeance contre le ravisseur de Mikiko lorsqu'elle n'était encore qu'une fillette. Alors, Fudo fait preuve de clémence et laisse partir Kaïda en lui assurant que la prochaine fois il n'en fera pas autant.
En l'an 283 du Bakufu, les noces du shôgun Toteku Fujiwara sont proches. Lorsque Nobu Fudo arrive en ville, il se rend d'abord aux onnsens avec ses hommes pour arracher sa gorge à Kaizen Morebito. Ensuite, Fudo se prépare à tuer le shôgun mais Kaïda l'arrête à nouveau. Une part de Shinnosuke n'est toujours pas morte car ce dernier éprouve toujours de l'amour envers sa compagne. La confusion entre sa personnalité induite par le masque qui ne réclame que la vengeance et celle de Shinnosuke se manifeste à nouveau. Un combat commence entre les deux amants mais s'achève lorsque la mort de Mikiko est évoquée: Kaïda s'enfonce sa propre lame dans le corps devant Nobu Fudo car elle dit se sentir coupable du décès de la sœur de son bien-aimé. Ces paroles touchent profondément l'âme enfouie de Shinnosuke car elles le sortent de son immense solitude.
Shinnosuke et Kaïda passent alors une dernière nuit ensemble avant que la jeune femme ne se volatilise, elle, ses secrets et le netsuke de Mikiko que Fudo avait récupéré le corps calciné de sa petite sœur. Fudo a conscience que cette mystérieuse femme en sait plus qu'il n'y paraît sur la prophétie le concernant lui, le protecteur de la flamme immobile, et la libératrice elle-même. Kaïda laisse à nouveau son amant seul avec pour seul garantie que son amour pour lui fut toujours sincère et puisse-t-il "guider le Maître Fudo lors du choix ultime".
Ce qui amène Nobu Fudo au jour des noces du shôgun et d'Akemi Toriyama. Fraîchement nommé premier général et samouraï du shôgun, Fudo se trouve au plus près du couple royal. Il brûle intérieurement, ne désirant qu'un bain de sang et de larmes. Mais avant, afin d'honorer son nouvel homme de confiance, Toteku Fujiwara dévoile le visage de son épouse. Nobu Fudo est stupéfait car il ne s'agit pas d'Akemi Toriyama mais de sa petite sœur: Mikiko qui se tient devant lui. Belle et bien vivante, elle porte à l'oreille le netsuke que Kaïda a dû lui remettre après l'avoir dérobé à Shinnosuke. Mais ayant perdu la mémoire après l'incendie, elle ne reconnaît pas son frère bien-aimé. Fudo fait face au choix ultime qu'évoquait Kaïda: venger ceux qui l'ont trahi comme le voudrait Nobu Fudo ou protéger sa sœur toute sa vie comme l'a toujours désiré Shinnosuke. De toute évidence, l'amour de Shinnosuke pour Mikiko l'emporta.
Neuf mois de grande paix s'écoulèrent. L'épouse du shôgun va accoucher. C'est ce moment que Kaïda choisit pour réapparaître auprès de Fudo. Elle seule peut lui fournir les réponses à la question: pourquoi avoir sauvé Mikiko plutôt qu'Akemi ? Qu'y a-t-il de plus important que de sauver la véritable épouse du shôgun quand on est un ninja à son service ? Fudo sait très bien que Kaïda n'a pas sauvé Mikiko par charité sinon elle aurait avoué bien plus tôt à Shinnosuke que sa sœur était saine et sauve. Pourquoi n'a-t-elle jamais laissé Shinnosuke retrouver sa sœur avant les noces ? La réponse se trouve dans la prophétie. La libératrice n'est pas encore née et c'est Mikiko qui en sera la mère. Mais la prophétie dit qu'elle ne survivra pas à l'accouchement. Voilà pourquoi Mikiko devait survivre: pour que la prophétie se réalise. Mais elle ne devait pas retrouver son frère trop tôt sinon celui aurait abandonné le feu qui l'animait pour trouver une vie paisible. Et si Shinnosuke ne retrouvait jamais sa sœur ou était persuadé de sa mort, il n'aurait pas pu être le protecteur de la libératrice qui va naître.
Anéantit par la réponse que lui donne Kaïda, Shinnosuke n'a plus qu'une chose à faire: toujours protéger l'enfant de sa sœur. Ce geste mené par le cœur de Shinnosuke permettra aussi à Hiruko de s'éveiller en réunissant la libératrice et le protecteur (dont le dur du rôle est finalement aboutit puisqu'il protège maintenant sa nièce au plus près) et fissurer le Bakufu de l'intérieur jusqu'à l'effondrement par la simple présence de la libératrice du dieu sangsue qui voudra rétablir le règne des kamis sur le monde corrompu des hommes.

#### Mikiko
Elle est la petite sœur de Shinnosuke. Descendante du peuple Hirukote, elle s'est vu offrir par son frère un netsuke sur lequel est gravé l'étrange symbole du dieu Hiruko. Ce netsuke a été trouvé par Shinnosuke dans un immense thon et d'après Kondo l'objet aurait appartenu à un des soldats de la bataille de Fudokawa dont les corps ont été jetés à la mer. La fillette est présentée pour la première fois se faisant agresser par Mokai avec la participation forcée de ses deux esclaves Guon et Eiji. Elle est sauvée par son frère Shinnosuke portant le masque de Fudo. Mikiko est une jeune fille discrète, douce, docile et compréhensive. Elle ne semble pas avoir d'ambitions comme son grand frère et cherche plutôt à s'accommoder de sa situation d'hinin. A la maison, elle subit les menaces et les violences de sa mère Nobu avec son frère.
Le jour où Kaizen Morebito vint guérir Nobu, Mikiko se fit reconnaître par Mokai, le fils du médecin. Shinnosuke fait son entrée pour protéger à nouveau sa sœur si besoin mais Mokai le reconnaît. Alors pour pallier la blessure que son frère a infligé au jeune noble, Kaizen Morebito exige une clause supplémentaire à l'accord conclu avec Nobu : Mikiko sera l'esclave privée de Mokai. Elle se fait donc violer par ce dernier jusqu'à ce que son agresseur ait vent de l'arrivée de Shinnosuke pour délivrer sa sœur. Mikiko est donc confiée à Kaizen Morebito qui l'emmènera avec lui.
Les années passent et on apprend grâce à l'œil d'Hiruko qu'elle est devenue la servante de la princesse Akemi. Mikiko est très bien traitée par le clan Toriyama qui ne la considère pas du tout comme une hinin mais plutôt comme une employée de maison. Même si elle a encore des difficultés à s'accommoder de son nouveau statut, Mikiko est très reconnaissante envers Arinori Toriyama. Mais la jeune fille ne sait pas qu'elle est liée elle aussi à la prophétie Hirukote. Ainsi lors du massacre du clan Toriyama mené par son frère Shinnosuke, le corps de Mikiko est substitué à celui d'Akemi, par Kaïda. Elle devient alors la future épouse du shôgun. Son frère la pense morte car le cadavre calciné qu'il retrouva portait son netsuke. Depuis cet évènement traumatique, Mikiko est amnésique. Kaïda parvient à convaincre le shôgun que cela est une bonne chose car elle prétend que les souvenirs traumatisants de l'attaque pourraient lui être fatal.
Finalement, Mikiko réapparait le jour de ses noces avec Toteku Fujiwara sous le nom d'Akemi Toriyama. Sa beauté est dévoilée aux yeux du général Nobu Fudo. Le netsuko ramené par Kaïda lui permis d'être identifiée par son frère dont la vengeance s'éteint. Amnésique, Mikiko ne reconnaît pas son frère mais qu'importe car maintenant il la protègera toujours. La fillette hinin qu'elle était, atteint le sommet hiérarchique en épousant le shôgun, et cela suffit à venger Shinnosuke de leur malheur.
Mikiko meurt neuf mois plus tard en donnant naissance à sa fille Riyn Fujiwara. Tel était son rôle dans la prophétie Hirukote: donner naissance à la libératrice.

#### Nobu
Elle est la dernière prêtresse mikkyō du culte de Hiruko, le dieu sangsue mais aussi la mère de Shinnosuke et Mikiko. C'est une femme isolée qui ne vit que pour son dieu. Elle déteste ses enfants, est violente envers eux et les menaces de mort. Au début du récit, c'est une femme malade qui refuse tout autre soin que sa magie mikkyō. Quand son fils conclu un accord avec le médecin du shôgun, Kaizen Morebito, elle désapprouve jusqu'à que ce dernier lui propose, en plus d'un remède, une belle somme d'argent en échange de son enseignement des pratiques mikkyō. Nobu accepte aussi que sa fille appartienne à Mokai. Une seule chose obsède cette femme: libérer Hiruko no kami.
Plusieurs années après, Nobu est une vieille femme squelettique et sénile enfermée depuis des années derrière les portes rouges du Dojo Dōkutsu sous l'ordre du shôgun qui souhaite garder la dernière prêtresse pour lui. Nobu est persuadée d'être la libératrice de Hiruko. Lorsque son fils la libère, elle obtient le premier élément de la prophétie: le protecteur de la flamme immobile qui porte le masque de Fudo Myō. Pour que son fils agisse dans les intérêts de Nobu, cette dernière le manipule lui affirmant qu'elle seule sait où se trouve Mikiko mais qu'il lui faut être patient. Car si elle lui indique où se trouve sa sœur, la prophétie ne pourra pas s'accomplir: Shinnosuke rejoindrait sa sœur et la laisserait, elle la libératrice Nobu, seule.
Voyant que son maître Hiruko ne lui envoie plus de signe depuis l'arrivée du protecteur, Nobu utilise l'œil de Hiruko pour s'assurer que son avenir de prêtresse et de libératrice est proche. Or ce que lui montre l'artefact est tout autre: Nobu découvre que sa fille Mikiko est en vie chez les Toriyama mais surtout qu'elle porte un netsuko sur lequel est gravé le symbole d'Hiruko. Mikiko étant aussi une descendante des Hirukote, Nobu interprète cette vision comme un obstacle à son propre destin: sa fille ne peut pas être la libératrice. Elle commande alors l'assassinat de Mikiko des mains de Kaïda qui semble elle aussi désirer que la prophétie se réalise.
Ensuite, le shôgun ordonne à Nobu de concevoir un remède au Mal Pourpre pour la princesse Akemi. La prêtresse manipule une nouvelle fois son fils en lui affirmant que sa sœur est aussi touchée par le Mal Pourpre et que la seule manière de produire un remède est de lui apporter toutes les têtes du village de Sunago. A contre cœur, Shinnosuke s'exécute. Mais pour Nobu ce remède est une bonne nouvelle: elle missionne Kaïda d'apporter la potion à Akemi et de tuer au passage sa servante Mikiko. Ignorant tout du fait que Kaïda substitua les corps de Mikiko et Akemi lors du massacre du clan Toriyama, Nobu attend le retour de Fudo plus puissant que jamais depuis la perte de sa sœur bien-aimée. Grâce aux fumées de sa magie mikkyō, la prêtresse Hirukote prend le contrôle du dojo Dōkutsu et ses ninjas.
Lorsque Fudo arrive sur place, il se fait soumettre par la magie de sa mère décuplée par l'œil d'Hiruko. Nobu invoque son maître plus heureuse que jamais d'accomplir son destin de libératrice. Mais la rencontre avec le kami ne se passe pas comme Nobu l'imaginait: ce dernier la juge indigne d'entendre sa divine voix et utilise donc Fudo comme réceptacle. Selon Hiruko, ses fidèles Hirukote ayant tous abandonné leur dieu il refuse que sa libératrice soit une de leur prêtresse. Nobu n'était pas la libératrice et cela lui coûta la vie. Elle se fait donc dévorer par son fils Shinnosuke qui accomplit sa vengeance personnelle et celle du kami Hiruko contre les Hirukote. Ingérée par son fils, sa chair appartient à Fudo qui devient: Nobu Fudo, selon la loi de la chair.

##### Iwarebiko
Son existence remonte plusieurs siècles avant le Bakufu. Il est le descendant d'Amaterasu, déesse du Soleil. Jeune, arrogant et présomptueux, Iwarebiko s'autoproclame Jinmu Tennō, soit empereur du Japon. Il entame donc une guerre pour réunifier le Japon (Nihon) en ralliant les populations mortelles sous son règne divin. Lorsqu'il parvient au clan Hirukote, Iwarebiko refuse d'utiliser la force jusqu'au dernier moment en imposant le choix suivant: renier la foi en Hiruko pour bâtir un empire prospère et parfait avec lui ou rester fidèle au kami paria et mourir. Alors que les Hirukote ont choisi de se battre, l'un d'entre eux tue le chef et renie Hiruko aux yeux de tous. Iwarebiko a gagné la guerre et son empire domine le Japon.
Ensuite, Iwarebiko no mikoto se retire du regard impur des hommes dans son palais et délègue son pouvoir divin au shôgun, le plus vaillant général de son immense armée. Le shôgun sera le prolongement de la volonté de l'empereur dans le monde des humains. Durant les siècles qui suivirent, l'immense pouvoir accordé au shôgun entraîne la corruption de ceux-ci. Le Bakufu (gouvernement sous la tente) est le produit ultime de cette corruption. L'empereur est enfermé dans son palais et surveillé de près par les samouraïs du shôgun.
Depuis Iwarebiko ne pense qu'à rétablir le règne des kamis en détruisant le Bakufu. Mais enfermé et surveillé, la tâche s'avère fastidieuse. Iwarebiko possède le yeux de Hiruko qu'il récupéra après avoir vaincu le kami. Ces artefacts lui serviront afin d'observer l'avenir et les évènements qui se déroulent hors du palais. Avec l'aide de ses shinobis de l'ombre mais surtout avec sa fille Kaïda, Jinmu Tennō organise divers plans pour affaiblir et faire chuter le Bakufu. Il ordonne à ses shinobis de répandre le Mal Pourpre, il confie un des deux yeux de Hiruko à Nobu. C'est d'ailleurs Kaïda qui indique l'objet à Shinnosuke pour qu'il le porte à sa mère. Mais le plan principal d'Iwarebiko repose sur la prophétie Hirukote. Il sait pertinemment qu'Hiruko cherche à détruire son empire, donc Iwarebiko a tout intérêt à laisser le kami s'éveiller grâce au protecteur et à la libératrice. Il utilise le désir de vengeance de son ancien rival pour assouvir la sienne.
Depuis le début, c'est Jinmu Tennō qui influe sur le cours de l'histoire grâce à Kaïda et à ses shinobis. Lorsque Kaïda lui assure que la libératrice, fille de Mikiko et de Toteku Fujiwara, est née et que son protecteur Fudo lui restera toujours fidèle, Iwarebiko remporte sa vengeance. Il peut dorénavant mourir en paix car le Bakufu sera détruit de l'intérieur.

##### Hiruko
Il est le dieu sangsue aussi appelé le dieu sans os. Né difforme, ses parents l'abandonnèrent dans l'océan alors qu'il n'était qu'un bébé. Seul et meurtri par l'injustice, Hiruko dériva longtemps avant de réussir à se faire apprécier par un village de pêcheurs. Grâce à son corps flasque, il leur fournit une grande quantité de poisson. Les villageois comprirent que la difformité d'Hiruko ne reflèterait jamais assez sa bonté, il se mirent à vénérer le kami et devinrent le clan Hirukote.
Mais lorsque Iwarebiko arriva à la tête d'une grande armée, le clan fut soumit à un ultimatum: mourir ou rejoindre l'empire parfait et prospère du Jinmu Tennō. C'est alors que Fudo Myō apparut pour aider Hiruko en lui offrant le puissant masque de Fudo qui donne à l'homme qui le porte la puissance de vaincre toute une armée. Hiruko, qui s'apprêtait à s'engager dans une guerre perdue d'avance, finit par accepter l'aide de Fudo Myō. Il confia alors à un de ses hommes l'artefact divin et le clan choisit de se battre. Mais certains Hirukote cédèrent aux belles promesses de l'empereur et avant même que la bataille commence, un habitant trahit Hiruko en  transperçant par derrière le porteur du masque. Une nouvelle fois, Hiruko fût abandonné par ceux dont il pensait être aimé. Vaincu et condamné à l'oubli, le kami laissa trois choses derrière lui avant de se retirer: la prophétie, selon laquelle la libératrice et le protecteur de la flamme immobile viendraient mettre fin au règne de l'empereur ; les yeux de Hiruko qui étaient la seul force du dieu sangsue car ils lui permettaient de tout voir dont l'avenir ; et pour finir il laissa le masque de Fudo. Depuis Hiruko, attendit l'heure de sa vengeance.
Des siècles plus tard, il fut réveillé par Nobu, la prêtresse Hirukote. Mais le kami ne s'en réjouit pas au contraire: une Hirukote, descendante du clan qui l'a trahi, se présente sous ses yeux comme étant la libératrice. Hiruko ne reconnaît pas là la prophétie qu'il avait annoncé il y a deçà quelques siècles, et décide de se venger de la prêtresse avant de se retirer à nouveau. Il prend possession de la chair de Shinnosuke qui dévora sa mère à la manière dont l'aurait fait Hiruko.
Finalement, l'empire était déjà corrompu depuis le Bakufu donc même si Hiruko accomplit sa vengeance cela arrange aussi Iwarebiko qui souhaite détruire le Bakufu.

#### Autres personnages

##### Mokai
Il est le fils du noble médecin du shôgun, Kaizen Morebito. Il s'installe avec son père au village d'Ose et se retrouve noble dans un village d'hinins. Accompagné de ses deux esclaves, Guon et Eiji, Mokai rencontre sur sa route la jeune Mikiko. Il la trouve ravissante mais sa nature vile et perverse le pousse à l'agresser car cette dernière évite leur échange. C'est alors qu'un enfant masqué qui se dit être un oni intervient pour sauver Mikiko. Mokai voit Guon et Eiji se faire repousser jusqu'à ce que le bâton de l'oni vienne lui arracher le nez. Défiguré à vie, Mokai prend la fuite.
Quelques jours plus tard, Mokai accompagne son père chez la prêtresse Hirukote avec qui ils ont conclu un accord. Il retrouve Mikiko, fille de la prêtresse et recommence à l'intimider. Shinnosuke fait son entrée. Mokai ne sait pas que le garçon et l'oni ne font qu'un jusqu'à ce que Guon fasse son entrée avec le masque de Fudo dans les mains. Mokai explose de colère mais Shinnosuke parvient à s'enfuir. Pour dédommager le nez de Mokai, Nobu accepte de lui donner sa fille qu'il désire tant depuis leur première rencontre.
Mokai viole Mikiko mais quand il apprend que son frère vient la libérer, il confie la petite à Kaizen Morebito pour qu'ils quittent le village. Afin d'accomplir sa vengeance contre l'impétueux garçon et de récupérer le puissant masque de Fudo, Mokai demande à Guon et Eiji de guider Shinnosuke jusqu'à lui. Les deux enfants ignoraient tout du projet de leur maître. Shinnosuke est pris en embuscade dans les appartements du noble. Un duel commence entre Mokai et Shinnosuke. Mais le masque de Fudo est trop puissant pour Mokai qui se fait transpercer par la lame de son ennemi.

##### Yuriko
Elle est la fille d'un riche marchand. Malgré les interdits qu'imposent son rang, Yuriko se rend régulièrement au quartier rouge de Gojōme pour fuir son monde froid et artificiel et enfin goûter au plaisir. Là-bas, elle rencontre Shinnosuke et ses amis  lorsqu'ils sont encore de jeunes hommes buvant du sake et pariant au Chō-han. Plus particulièrement, Yuriko s'éprend d'Eiji. Elle paye son amant pour leur soirées passées ensemble car c'est son seul moyen de lui montrer sa gratitude. Guon croît qu'Eiji continue de la fréquenter pour l'argent mais en réalité ils s'aiment profondément. On le découvre le jour de leur départ pour le Dojo Dōkutsu lorsque Eiji refuse l'argent que lui donne Yuriko. Leur relation doit cependant rester secrète car le déshonneur s'abattrait sur Yuriko et sa famille si son père découvrait sa relation avec Eiji. Plus tard, Yuriko meurt de la lame d'Eiji car celui-ci doit rompre avec son passé après l'épreuve du ame no hako.

##### Hōgen
Il est le Maître du Dojo Dōkutsu, un clan de ninja au service secret du Bakufu. Les méthodes sont rudes et violentes à l'image de l'homme qui dirige. Hōgen a formé Kaïda comme il le fait pour Shinnosuke, Guon, Eiji et Kondo. Le Maître Hōgen semble proche des anciens rituels et légendes divines. Il convoite le masque de Fudo que porte Shinnosuke. Or ce masque tue celui qui cherche à le posséder et cela effraie Hōgen. Ainsi, il teste Shinnosuke afin que ce dernier prouve être digne du masque. Le Maître veut libérer toute la puissance qui réside en son disciple: il souhaite le transformer en une arme humaine surpuissante. Et pour ce faire, il emploie les pires techniques: duels à mort, rituels traumatiques, décapitations, exigence extrême.
Pour transformer définitivement son disciple, Hōgen ordonne à Shinnosuke et ses amis une dernière épreuve: celle de l'ame no hako, qui consiste à tuer sa plus grande faiblesse. Après avoir accomplit ce qu'aura demandé la pluie (tuer ses compagnons), Shinnosuke ouvrira la porte rouge mais Hōgen sait pertinemment que derrière cette porte le jeune homme ne trouvera pas ce qu'il cherche. La souffrance sera telle pour Shinnosuke que les flammes de Fudo domineront sa personnalité et le pouvoir de Fudo Myō sera au service du clan Dōkutsu.
Malheureusement pour Hōgen, il découvre que Kaïda a volé le masque de Fudo pour le mettre de la boîte de l'ame no hako destinée à Shinnosuke. De plus, la pluie ne demande pas au jeune homme de tuer ses amis comme cela était prévu mais de trancher sa sœur Mikiko. Shinnosuke refuse et désobéit donc au Maître. Son seul moyen d'atteindre la porte et de libérer ce qu'il pense être Mikiko, est de tuer Hōgen. Avec le masque de Fudo, cela est tout à fait possible. C'est ainsi qu'Hōgen meurt et que ses plans de pouvoir échouent. Certainement aurait-il cherché à renverser le shôgun avec la puissance du masque de Fudo Myō entre ses mains.

##### Arinori Toriyama
Il est le chef du clan Toriyama et le père d'Akemi Toriyama. Arinori est un chef respecté, sage et altruiste. Etant lui et son clan des hinins, il mène une politique humaine et égalitaire pour garantir la paix et créer une place aux hinins dans la société. C'est pour cela qu'il soutient l'union entre sa fille et le shôgun: l'intérêt diplomatique est majeur pour améliorer les conditions de vie des hinins et changer les mentalités. Le Mal Pourpre l'affecte beaucoup car il est soucieux de la population et de la santé de sa fille mais il craint aussi que l'épidémie mette à mal ses idéaux. Arinori s'occupe de Mikiko depuis que le shôgun la lui a confié même si cela déplaît fortement à Morebito.
Lors de l'attaque de Fudo et ses hommes, Arinori fait preuve de beaucoup de courage en se jetant vers le danger entouré de ses hommes. Il est horrifié du spectacle qui se déroule sous ses yeux. Il ne saura jamais que ce sont les ninjas du shôgun qui ont massacré son clan. Avant d'être décapité par Fudo, il lui indiqua les appartements de sa fille où se trouvait Mikiko.

##### Akemi Toriyama
Elle est la fille d'Arinori Toriyama et la promise de Toteku Fujiwara. Akemi est d'une grande beauté et comme toute noble femme aucun homme de doit la voir avant le shôgun. Mais elle contracte le Mal Pourpre ce qui engendre deux problèmes essentiels: si elle meurt les noces avec le shôgun seront annulées et les intérêts diplomatiques de son père s'effondreront ; et si la population apprend qu'une princesse est atteinte d'un mal qui ne touche que la basse population, la panique éclatera.
Sa santé se dégrade malgré les soins de Kaizen Morebito. Le shôgun lui commande un remède qui arrivera bientôt. Mais une attaque a lieu et ses appartements sont rongés par les flammes. Kaïda apparaît par la fenêtre pour les sauver. Malheureusement pour Akemi, sa prétendue sauveuse la tue, elle et ses servantes, et son corps est dévoré par l'incendie. Kaïda glisse derrière l'oreille d'Akemi le netsuko de Mikiko afin que Shinnosuke croie que sa sœur est morte.
L'identité d'Akemi sera volée par Mikiko et seuls Kaïda et Fudo sauront la vérité.

##### Kondo
Il est le premier ami de Shinnosuke. Kondo nous est présenté pour la première fois au village d'Ose, travaillant avec les pêcheurs. Comme beaucoup de petits garçons, il aime vagabonder, explorer les villages alentours et récolter toutes les informations qu'il peut. C'est lui qui informe Shinnosuke de l'arrivée de Kaizen Morebito au village. Habile de ses mains, Kondo propose à Shinnosuke de réparer son masque abimé mais lorsqu'il le ramène le moment était mal venu. Il est accusé d'être complice de Shinnosuke et depuis cet évènement, il accompagne son ami à la recherche de Mikiko. Aussi, Kondo aime son père plus que quiconque et malgré toutes ses aventures, il ne cessera de visiter le vieil homme et de prendre soin de lui.
C'est son entraînement au Dojo Dōkutsu qui le changera à jamais. Lorsque Hōgen le soumet, lui et ses amis, à l'ame no hako la pluie demande à Kondo de rompre avec son père. Il se rend à son ancien foyer pour passer un dernier moment avec son vieux père avant de lui ôter la vie. N'ayant plus aucun lien avec son passé, Kondo change de nom et s'appelle désormais: Kurobozu. Dans son rôle de ninja, Kurobozu est capable de créer des potions qui effacent la mémoire. Une sera administrée au shôgun après que ce dernier ait autorisé le massacre du village de Sunago. Kurobozu restera toujours fidèle à Fudo et l'accompagnera avec Akajita et Tenaga jusqu'aux enfers.
Dans La Légende des Nuées Ecarlates, Kurobozu meurt de la main de Raïdo.

##### Eiji
A l'origine, Eiji était l'esclave de Mokai avec Guon. Tous deux rencontrent Shinnosuke lorsque ce dernier vient sauver Mikiko et depuis ce jour ils sont amis. Eiji à la particularité de ne jamais parler. Arrivée à l'âge adulte, Eiji vit une romance avec Yuriko. Ils s'aiment profondément. Mais lorsque Hōgen lui fait passer l'ame no hako, la pluie demande à Eiji de rompre avec Yuriko en lui présentant comme objet une page du journal intime de la jeune femme. Il retrouve donc son amante au pont des hasu où ils se sont rencontrés pour la première fois et tue Yuriko. Meurtri à jamais, Eiji devient Akajita. Il restera fidèle à Fudo toute sa vie jusqu'à mourir de la main de Raïdo dans La Légende des Nuées Ecarlates.

##### Guon
A l'origine, Guon était l'esclave de Mokai avec Eiji. Tous deux rencontrent Shinnosuke lorsque ce dernier vient sauver Mikiko et depuis ce jour ils sont amis. Guon est un garçon joueur et taquin. Lorsque Hōgen lui fait passer l'ame no hako, la pluie demande à Guon de rompre avec les jeux d'argent. Il tue ses camarades de jeu du quartier rouge et devient Tenaga. Comme Akajita et Kurobozu, il restera fidèle à Fudo jusqu'à sa mort. Il est tué par Raïdo dans La Légende des Nuées Ecarlates.

##### Toteku Fujiwara
Il est devenu shôgun depuis la bataille de Fudokawa où il a triomphé de son frère Kyoden Fujiwara. Il est respecté par ses sujets et relativement soucieux de faire évoluer son pays vers la paix en effaçant le statut de moins que rien aux hinins. Pour ce faire, il choisit d'épouser la fille du clan Toriyama, Akemi, dont il semble très amoureux, envouté par sa beauté indescriptible. C'est une décision controversée mais tout de même acceptée par beaucoup.
Au début de l'histoire, il semble s'intéresser aux pratiques mikkyō alors il envoie Kaizen Morebito au village d'Ose. Depuis, Toteku garde Nobu enfermée derrière les portes rouge du Dojo Dōkutsu. Lorsque sa promise tombe malade, il rend visite à l'empereur pour lui demander de l'aide, sachant fort bien qu'il commande les actes de ses shinobis. A sa grande surprise, l'empereur accepte de l'aider en lui conseillant d'utiliser la magie mikkyō. Toteku s'exécute et ordonne à Fudo, son général de l'ombre, de s'occuper du remède (s'ensuit le massacre de Sunago). Toteku se fait ensuite effacer la mémoire par Kurobozu.
Quelque temps plus tard, le clan Toriyama est décimé mais heureusement Akemi est sauvée, ramenée au palais par Kaïda. Toteku ne comprend pas comment une princesse a pu boire de l'eau impure. Kaïda immisce dans l'esprit du shôgun que Kaizen Morebito aurait empoisonné Akemi afin de servir l'empereur, mais lorsque le remède a été commandé sa seule solution était d'éliminer le clan Toriyama. Convaincu, le shôgun ordonne à Fudo de tuer le vieux médecin.
Au printemps de l'an 283 du Bakufu, Toteku et Akemi se marient. Le shôgun sacre Fudo premier général et samouraï. Il lui fait alors l'honneur d'être le premier à poser les yeux sur son épouse, ne sachant pas qu'il s'agit de la sœur de Fudo. Neuf mois plus tard, il devient le père de Riyn Fujiwara et perd son épouse en couche.
Son histoire continue dans La Légende des Nuées Ecarlates.

##### Kaizen Morebito
Il est le médecin du shôgun et le père de Mokai. Il est envoyé par Toteku Fujiwara au village d'Ose dont il repart avec Nobu et Mikiko. Plusieurs années plus tard, lorsqu'il est chargé de soigner Akemi du Mal Pourpre, Mikiko est confiée à Arinori Toriyama n'en déplaise au vieux médecin qui considère la jeune fille responsable de la mort de son fils Mokai. Aussi, Kaizen Morebito désapprouve l'union entre la princesse hinin et le noble shôgun, un détail qui le rendra suspect de trahison aux yeux de Toteku et lui coûtera la vie. En effet, il est le seul survivant de l'attaque du clan Toriyama ce qui semble louche. Le médecin est alors soupçonné d'avoir trahi Toteku en empoisonnant Akemi car il s'opposait à leur union. En réalité, Kaizen Morebito a toujours été fidèle au shôgun malgré leur désaccord et a été victime d'un mensonge de Kaïda. Finalement, le vieux médecin se fait assassiner par Fudo dans les onsens sous ordre de Toteku Fujiwara.

##### Fudo Myō
Il est le dieu qui possède la sagesse du feu immobile. C'est lui qui vient porter son aide à Hiruko lorsque celui-ci est menacé par Iwarebiko et son empire. Il façonne pour Hiruko le masque de Fudo, qui octroie à l'homme qui le porte la puissance de vaincre toute une armée. Fudo Myō apporte son aide à Hiruko car il estime que le kami sans os doit donner une leçon à Iwarebiko et aux autres kamis. En effet, ses derniers se pensent parfaits, invincibles et tout-puissants donc ils ont peur de ce que Hiruko, par son apparence, révèle de leur perfection: elle n'est qu'un mensonge. Ainsi, la sagesse de Fudo Myō le pousse à vouloir donner une leçon aux kamis par le biais de Hiruko. Ils seront alors obligés d'accepter leur nature telle qu'elle est.

##### Kaïda
- Shimata
- Père de Kondo

### Albums
- Tome 1 : Brume, Les Humanoïdes Associés, janvier 2016
- Tome 2 : Pluie, Les Humanoïdes Associés, juin 2017
- Tome 3 : Feu, Les Humanoïdes Associés, novembre 2018
- Tome 4 : Chair, Les Humanoïdes Associés, août 2020

## Sources
1. ↑  Saverio Tenuta (trad. Hélène Dauniol-Remaud, ill. Saverio Tenuta), Le Masque de Fudo (Intégrale), vol. 3, Les Humanoïdes Associés, coll. « Les Nuées Ecarlates », 2021, 208 p. (ISBN 978-2-7316-5823-1, présentation en ligne)

- La Légende des nuées écarlates, Saverio Tenuta, Les Humanoïdes associés
- Le Masque de Fudo, Saverio Tenuta, Les Humanoïdes associés
- Izunas, Saverio Tenuta, Les Humanoïdes associés